# Кери (филм, 1976)
Вижте пояснителната страница за други значения на Кери.
„Кери“ (на английски: Carrie) е американски филм на ужасите от 1976 г., създаден по едноименния роман на Стивън Кинг, публикуван през 1974 г. Филмът е режисиран от Брайън Де Палма и продуциран от Пол Монаш, а сценарист е Лорънс Коен.
Получава две номинации на Академията, една за Сиси Спейсик за главна женска роля и една за Пайпър Лиори в ролята на нейната майка. Във филма участват множество млади актьори – включително Нанси Алън, Уилям Кат, Ейми Ървинг и Джон Траволта, чиито кариери са във възход след участието им в „Кери“.
„Кери“ е първият от повече от 100 филма и телевизионни продукции, които са заснети по произведения на Стивън Кинг.

## Сюжет
Внимание:  Текстът по-долу разкрива сюжета на произведението (или части от него)!
Историята разказва за момиче, владеещо телекинеза и неговата майка, фанатично привързана към християнството. Кери Уайт изживява страдание и в училище, и у дома. В училище – от насмешките и подигравките на нейните съученици, които виждат в нея грозното пате. Вкъщи – от строгостта и фанатизма на своята майка, набожна пуританка. Веднъж нейните съученици жестоко се подиграват с нея, но една от тях – Сю Снел, се разкайва и моли своя приятел да покани Кери на бала.
Кери е необикновено момиче. Още в ранна детска възраст в нея започват да се проявяват симптоми на телекинеза. Това ѝ пречи да има нормални взаимоотношения със своите съученици. Балът може да ѝ даде възможност да се впише и останалите да променят отношението си към нея. Тя настоява майка ѝ да я пусне да отиде. Иска ѝ се да стане нормално, обикновено момиче. Майка ѝ я заплашва с наказание, но въпреки това Кери отива на бала с най-известното момче в училище Томи Рос. На бала Кери от скромно и тихо момиче се превръща в обаятелна и общителна красавица, която се харесва на всички присъстващи. Тя е щастлива, но нейното щастие не продължава дълго. Едно от момичетата – Крис Харгърсън, заедно със своите приятели, променят резултатите от гласуването, за да изберат Кери за кралица на бала. Всичко това е с цел да се подиграят на Кери. Крис Хендерсън заедно със своя приятел Били Нолан приготвят кофа, пълна със свинска кръв, тайно я поставят на дървена греда на тавана и изливат съдържанието върху Кери, именно при нейната „коронация“. Всички присъстващи започват да ѝ се подиграват и присмиват. Обидата и унижението преобръщат всичко в Кери. Това душевно състояние предизвиква прилив на телекинетичните ѝ способности. Тя разрушава всичко около себе си. Залата започва да гори, предметите започват да се местят, да летят, да падат върху присъстващите, препречвайки пътя към изхода. Умира и Томи – убива го кофата, която пада от тавана.
Когато Кери се прибира в своя дом, майка ѝ се опитва да я убие. Маргарет Уайт пробожда с нож своята дъщеря, която плаче в прегръдките ѝ. В опит да се защити, Кери убива майка си. Къщата започва да се руши и да гори. Прегърнала мъртвото тяло на своята майка, Кери умира под отломките.
Сю Снел е една от малкото оцелели, но заради преживяното не може да намери спокойствие дори в съня си. Сънува кошмар – Сю оставя цветя до опожарената къща на Кери, а от земята се подава кървава ръка, която я сграбчва.

## Актьорски състав
- Сиси Спейсик – Кери Уайт
- Пайпър Лори – Маргарет Уайт, майката на Кери
- Ейми Ървинг – Сю Снел
- Уилям Кет – Томи Рос
- Нанси Алън – Крис Хенгерсън
- Джон Траволта – Били Нолан

## Продукция
„Кери“ е дебютният роман на Стивън Кинг, а също и първият негов роман, който е заснет на голям екран. За своя текст авторът получава едва 2500 долара, но споделя: „Бях късметлия, че това се случва с първата ми книга“.
В интервю пред списание Cinefantastique от 1997 режисьорът Брайън Де Палма казва: „Прочетох книгата на Стивън Кинг, която ми бе предложена от мой приятел. Много ми хареса и веднага се свързах с моя агент, за да разбера кой е закупил филмовите права. Разбрах, че те все още не са продадени“.
За филма Де Палма отпуска бюджет от 1,6 милиона долара, твърде малка сума предвид популярността на филмите на ужасите по онова време. Впоследствие бюджетът се увеличава на 1,8 милиона. Липсата на достатъчни средства води до прескачането на някои сцени във филма.

## Кастинг
На прослушването за главна женска роля участват много млади актриси, включително и Мелани Грифит. Първият избор на Де Палма за ролята на Кери е Бетси Слейд, придобила популярност от ролята си в „Нашето време“ (1974). Впоследствие ролята е дадена на Сиси Спейсик, която се появява на прослушването с неизмито лице, облечена със стара моряшка рокля, ушита от нейната майка в седми клас.
Нанси Алън е последната одобрена за филма. Ролята ѝ е дадена точно когато е на ръба да напусне Холивуд. По-късно тя става съпруга на режисьора на филма Брайън Де Палма.

## Заснемане
Брайън Де Палма започва работа с оператора Исидор Манкофски, който след конфликт между двамата заменя с Марио Тоши. Грегъри М. Ауер заедно с Кен Пепиот служат като отговорници за специалните ефекти на филма. Функцията на художествен ръководител заема съпругът на Сиси Спейсик – Джак Фиск.
Едно от местата, на което се правят някои от снимките в „Кери“, е Palisades Charter High School („Pali High“). Мястото е собственост на Деби Рейнолдс и Еди Фишър – родители на Кари Фишър. Няколко години след като двойката закупува парцела, държавата придобива земята, за да построи училището.
Любопитно е заснемането на последната сцена от филма. Ръката, която сграбчва Сю Снел от гроба, е ръката на Сиси Спейсик. Спейсик настоява да закопаят нея в земята, а не дубльорка, както предлага режисьорът.

## Книга
„Кери“ е първият публикуван роман на Стивън Кинг. Публикуван е през 1974 г., когато Кинг е едва 27-годишен.
Историята разказва за момиче владеещо телекинеза и неговата майка – фанатично привързана към християнството. Романът е организиран като разказ от трето лице, примесен с писма, статии от вестници и спомени на герои. Кинг споделя, че намира романа за „суров“ и „с учудваща сила да наранява и плаши“. Книгата е една от най-често забраняваните в американските гимназии.
Образът на Кери е прототип на две момичета, с които Кинг учи в училище. Той си спомня: „Тя беше много странно момиче от много странно семейство. Майка ѝ не беше религиозна кукувица като майката на Кери. Беше обсебена от игри, от лотарийни залагания, абонираше се за списания. Момичето си смени дрехите само веднъж за цялата учебна година и всички останали деца ѝ се подиграваха. Имам много ясен спомен за деня, в който дойде с новите си дрехи, които си беше купила сама. Тя беше обикновено провинциално момиче, но беше сменила черната си пола и бялата блуза – които бяха единственото, с което някой я бе виждал – със светла карирана блуза с пухкави ръкави и пола, която беше модерна по онова време. И всички ѝ се подиграваха още повече, защото никой не искаше да види как тя се променя“. Кинг проявява интерес към това какво би било да бъдеш отгледан от такава майка и създава своята история като контрапункт на приказката за Пепеляшка.
По времето на публикуването на романа Кинг работи като учител по Английски и трудно свързва двата края. За да намали разходите си, спира телефона в дома си. В резултат на това когато книгата е избрана за публикуване, Кинг няма телефон. Издателят на Дабълдей – Уилям Томпсън (с когото Кинг става близък приятел) му праща телеграма, гласяща: „Кери официално е книга на Дабълдей. $2500 предварително срещу правата върху нея. Поздравление, хлапе – бъдещето е пред теб, Бил“. Ню Американ Лайбръри купува правата върху книгата от Дабълдей за 400 хил. долара, които издателството и авторът си поделят. След като получава хонорара си, Кинг напуска работата като учител. От изданието с твърди корици са продадени около 13 000 копия, а от това с меки повече от милион само през първата година.
Кинг си спомня: „Кери“ беше написана след „Бебето на Розмари“, но преди „Заклинателят“, което наистина ѝ разчисти пътя. Не очаквах много от „Кери“. Мислех си, че никой няма да иска да чете за бедно малко момиче с множество проблеми. Не можех да повярвам, че го пиша. В друг разговор споделя: Не казвам, че „Кери“ е боклук и не се отричам от нея. Тя ме направи звезда, но беше млада книга на млад автор. В ретроспекция ми напомня на курабийки изпечени от първокласник – достатъчно вкусни, но някак безформени и изгорени отдолу.

## Интересни факти
- Свинската кръв, излята върху Сиси Спейсик, е сироп, оцветен с хранителни оцветители.
- Сю Снел и нейната майка са изиграни от Еми Ървинг и Присила Пойнтер, които в действителност са също майка и дъщеря.
- „Кери“ е дебютният роман на Стивън Кинг, а също и първият негов роман, който е заснет на голям екран.
- Един от художник-постановчиците на филма е Джейк Фиск – мъжът на Сиси Спейсик.
- Сиси Спейсик не се разглежда като кандидат за ролята на Кери Уайт, докато Джейк Фиск не убеждава режисьора Брайън Де Палма да ѝ позволи да се яви на кино проба. Пробата на Сиси Спейсик се харесва на Де Палма и тя веднага получава главната роля.
- Нанси Алън се омъжва за режисьора Брайън Де Палма и се снима в още три негови филма.
- Освен ролята на учителката по физкултура мис Колинс (в романа – мис Дежарден), Бети Бакли също озвучава ролята на момчето с велосипеда.
- Момчето с велосипеда е племенникът на режисьора – Камерън Де Палма.
- Нанси Алън е последната, която одобряват за филма.
- Докато Кери и Томи взимат решение за кого ще гласуват, зад кадър звучи песен в изпълнение на Бети Бакли.
- Еми Ървинг признава, че в началото не харесва сценария, но след премиерата на филма тя променя своето мнение.
- Статуетката, пред която Кери се моли, не изобразява разпнатия Исус Христос, а пронизания от стрели свети Себастиан.
- Ейми Ървинг била много разочарована, защото по-голяма част от нейните сцени били изрязани. По неясни причини е изрязана и сцената, в която Сю и Томи се усамотяват на задната седалка на неговия автомобил, въпреки че в книгата присъства този момент.
- Специалният ефект в сцената с танца на Кери и Томи е постигнат по следния начин: актьорите Сиси Спейсик и Уилям Кет стоят на платформа, която се върти в една посока, а в същото време камерата се върти в противоположната. Така се създава усещане за главозамайване.
- Когато завършва училище Сиси Спейсик е избрана за кралица на бала. За разлика от своята героиня, Сиси е избрана очаквано – въпреки своята екстравагантна външност, тя е много популярна.
- Снимките на кулминационния епизод, в който обливат Кери със свинска кръв, продължават цели две седмици. Сиси Спейсик настоява да я полеят с истинска кръв, за да бъде правдоподобно. Но създателите на филма така и не се решават на това.
- По време на снимките на епизода, в който пожарният шланг убива Норма Уотсън, актрисата Пи-Джей Соулс в действително губи съзнание, а от налягането на водната струя се пукат тъпанчетата ѝ.
- Филмът, който гледат Томи Рос и Сю Снел по телевизията, когато Томи се съгласява да покани Кери на бала, е уестърна на Ралф Нелсън „Duel at Diablo“ (1966).
- Не е особено забележимо, но по време на филма Еми Ървинг носи пръстен. Този пръстен ѝ е подарен от Стивън Кинг.
- Брайън Де Палма провежда кастинга едновременно с Джордж Лукас, който провежда прослушване за своя знаменит филм „Междузвездни войни“. Половината актьори от „Кери“ участват на проби за „Междузвездни войни“. Така Ейми Ървинг е прослушана за ролята на принцеса Лея, а Уилям Кет – за ролята на Люк Скайуокър.
- Сиси Спейсик преминава прослушване в „Междузвездни войни“, където Джордж Лукас я одобрява за ролята на принцеса Лея.
- През 1988 година Бети Бъкли играе в музикалната адаптация на „Кери“ на Бродуей, където изпълнява ролята на Маргарет Уайт.